# Johannes Quistorp

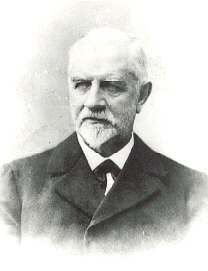
Johannes Quistorp

Johannes Heinrich Quistorp (* 14. November 1822 in Greifswald; † 9. Mai 1899 in Stettin) war ein Stettiner Großunternehmer und Zementfabrikant. Er galt im 19. und 20. Jahrhundert als Wohltäter der Stadt Stettin.

## Leben
Johannes Quistorp kam 1822 als erster Sohn von Heinrich Quistorp (1783–1853), einem Feldmesser und königlich-preußischen Kommissionsrat, und dessen Frau Johanne, geborene Hecht, in Greifswald zur Welt. Seine Brüder waren der Diakonie-Mitbegründer Wilhelm Quistorp (1824–1887) und der Kaufmann und Bankier Heinrich Quistorp (1836–1902). Seine Eltern zogen nach Wolgast, wo er seine Jugendzeit verbrachte. Im Alter von sechzehn Jahren begann er eine Lehre im Warengeschäft von J. G. Sohn in Rostock, die er 1842 abschloss. Anschließend arbeitete er als Kaufmannsgehilfe in Rostock und Stralsund.
Im Jahr 1846 zog er nach Stettin, wo er einen einjährigen Wehrdienst ableistete. Danach war er, wieder als Gehilfe, zunächst bei der Firma Goldammer & Schleich Nachf. und danach bei der Reederei Rud. Christ. Gribel tätig. 1850 gründete er sein eigenes Geschäft Johs Quistorp & Co. 1852 heiratete er und wurde im gleichen Jahr königlich hannoverscher Konsul, was er bis 1866 blieb.

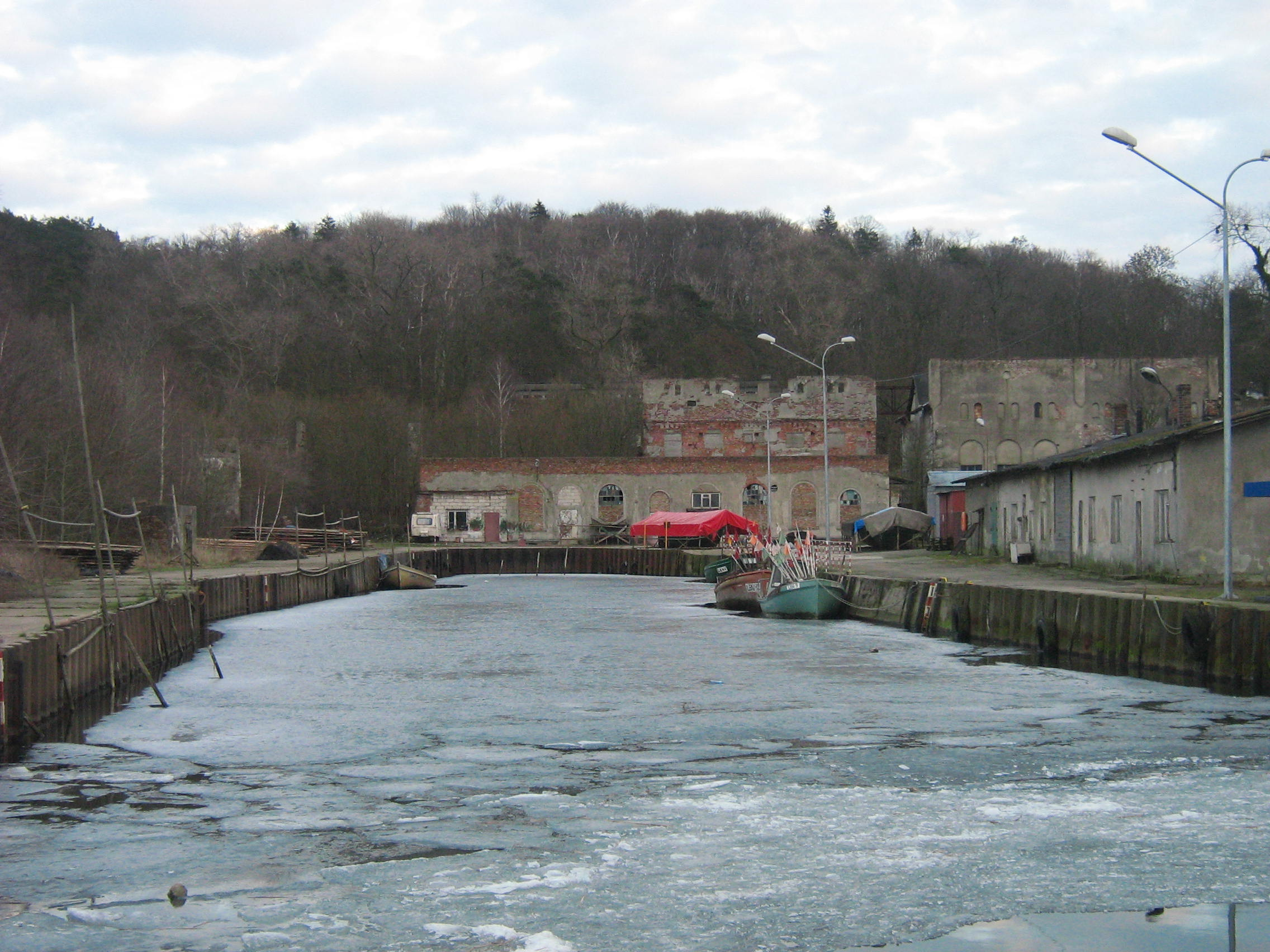
Der ehemalige Fabrikhafen und Reste der Zementfabrik in Lebbin (Februar 2009)

1855 kaufte er die große Kreidegrube in Kalkofen und den Kalkofen in Lebbin auf der Insel Wollin und ließ an dessen Stelle eine Zementfabrik errichten. Sie gehörte zu den ersten in Deutschland, die Portlandzement herstellten, und war zeitweise der größte Zementhersteller Europas. Johannes Quistorp gehörte zu den Gründungsmitgliedern des noch heute existierenden Vereins Deutscher Zementwerke e.V. Da die Lebbiner Kalkvorkommen für die Produktion nicht mehr ausreichten, kaufte er Rügener Kreide, die erst mit Lastkähnen, später per Schiff nach Lebbin geliefert wurde.
Neben der Lebbiner Zementfabrik besaß er noch zwei weitere in Wolgast und Stettin. In Glienken und dem Ueckermünder Ortsteil Berndshof gehörten ihm Ziegeleien. Er war Eigentümer der Schamottefabrik Scholwin bei Pölitz, der Jasmunder Kreidebahn und einer eigenen Reederei. Auf der Insel Rügen besaß er die Güter Dumsevitz, Wittenfelde und Schlitz. Ab 1870 gehörte er dem Verwaltungsrat des Baltischen Lloyd in Stettin an.
In den 1870er Jahren überführte er viele seiner Unternehmen in die 1872 von ihm gegründete und in Familienbesitz befindliche  Firma „Pommerscher Industrie-Verein auf Actien (PIV), Stettin“.

## Soziales Engagement

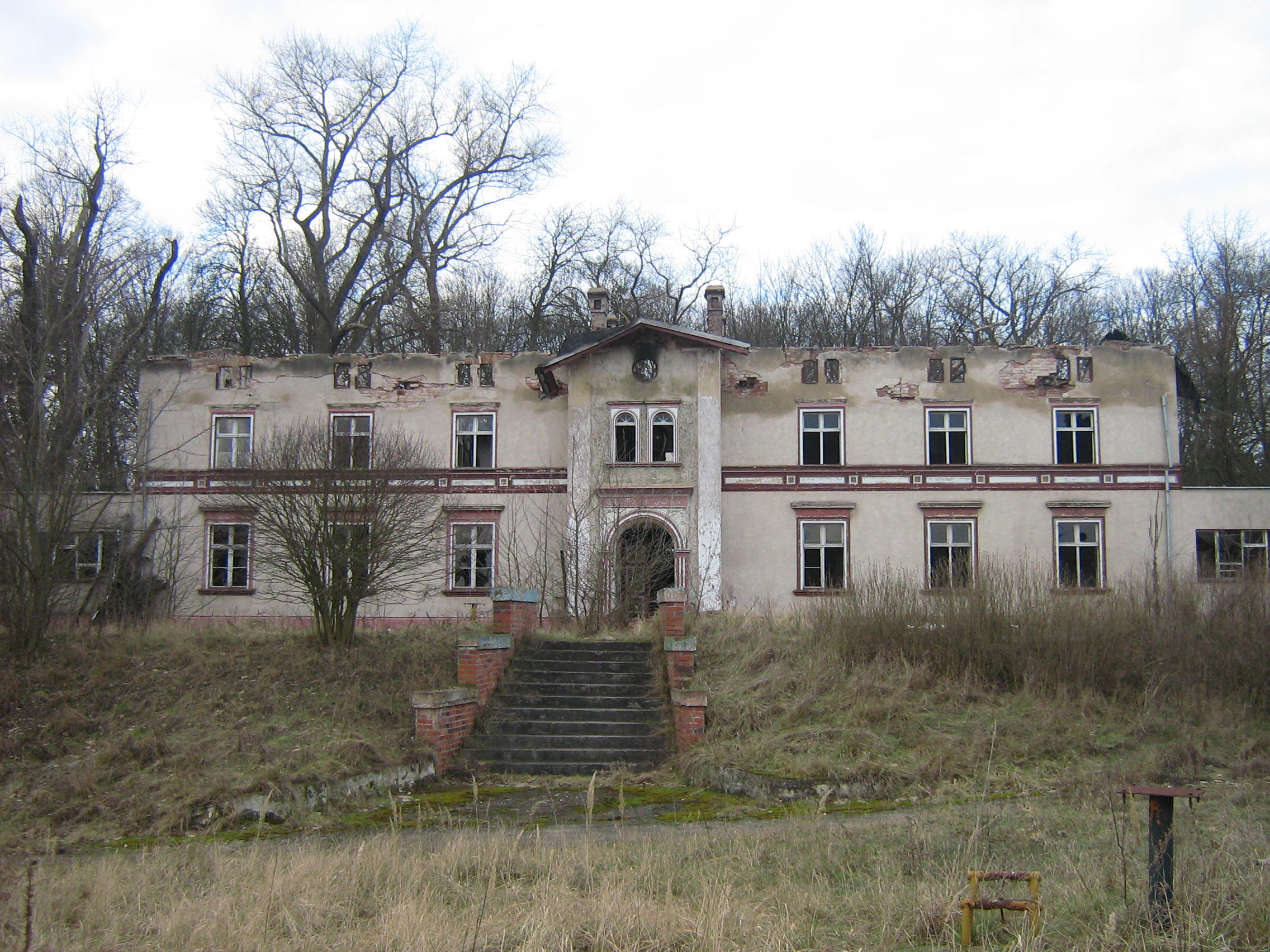
Ruine von Johannes Quistorps "Arbeiter-Bildungsinstitut" in Lebbin

Johannes Quistorp gehörte zu den ersten preußischen Fabrikanten, die sich umfangreich um die sozialen Belange ihrer Angestellten und Arbeiter kümmerten. So ließ er in Lebbin 150 Werkswohnungen, ein Witwenhaus, eine Bücherei, einen Vereinssaal und ein „Arbeiter-Bildungsinstitut“ bauen und gründete einen Einkaufsverein, eine zweiklassige Dorfschule und ein Waisenhaus. Für seine Betriebsangehörigen gründete er eine Kranken-, Witwen-, Sterbe- und Unterstützungskasse. In den Jahren 1862 bis 1864 verfasste er das Buch Soziale Bestrebungen des Fabrikanten Joh. Quistorp zu Stettin in Preußen für das Wohl seiner Arbeiter, das Dienstanweisungen an seine Angestellten enthielt, wie dieses Wohl zu fördern sei.
Für 300.000 Mark aus eigenen Mitteln ließ er 1869/70 das Diakonissen- und Krankenhaus Bethanien bauen, die er 1875 dem Kuratorium der Anstalt übereignete. Nach der Entfestung Stettins in den 1870er Jahren gründete er die Westend-Baugesellschaft, die auf dem Gebiet der ehemaligen Stadtbefestigung und der von ihm erworbenen Güter Friedrichshof und Eckerberg den Stadtteil Westend (Łękno) errichtete. In Friedrichshof ließ er das Mädchen-Pensionat und Lehrerinnenseminar „Friedenshof“ und in Eckerberg das „Ernst-Moritz-Arndt-Stift“, eine Nervenheilanstalt, errichten und auf eigene Kosten betreiben. In Heringsdorf ließ er das Haus Elim als Erholungsheim für Diakonissen, heute ein Behindertenheim, errichten.
Im Norden Stettins ließ er eine etwa 300 Morgen große Obstplantage mit Park anlegen. Das Sumpfgebiet des Klingenden Beck wurde zum Westend-See umgestaltet. Durch die Öffnung seiner Besitzungen für die Allgemeinheit wurden diese Anlage zu einem Stadtpark Stettins (poln.: Jan Kasprowicz Park).

## Ehrungen

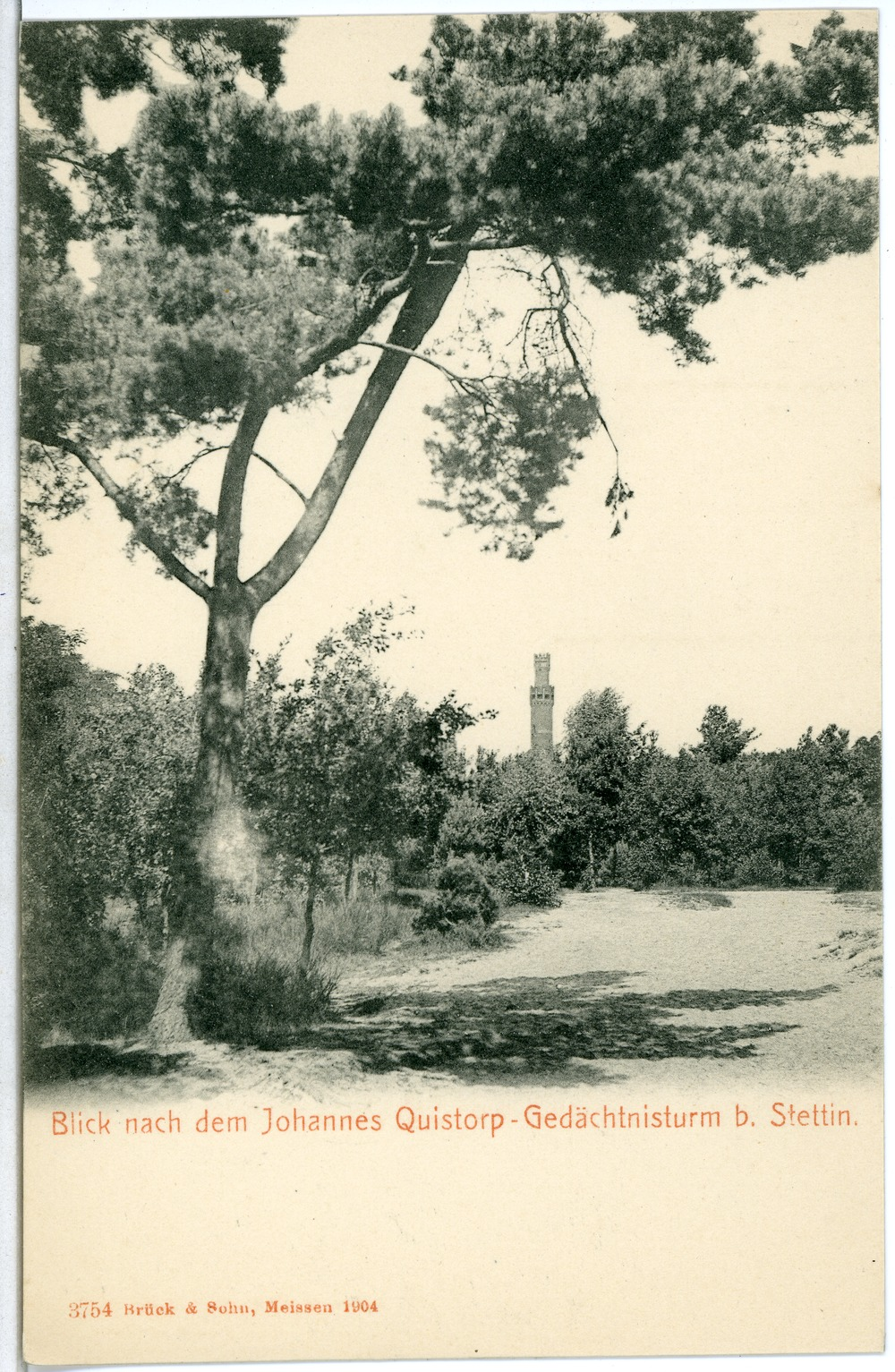
Blick nach dem Johannes Quistorp-Gedächtnisturm (1903)

Als Anerkennung seines wirtschaftlichen und sozialen Engagements wurde ihm am 25. Oktober 1867 der Titel „Königlich preußischer Commerzienrath“ verliehen.
Nach seinem Tod wurde ihm zu Ehren im Eckerberger Wald der Quistorp-Turm errichtet. Der vom Berliner Architekten Franz Schwechten entworfene und von Martin Quistorp finanzierte Turm wurde 1945 zerstört. Die Gegend um den Turm wurde Quistorp-Park bzw. Quistorpaue (1945–1994 Jasne Błonia) genannt.

## Familie
Johannes Quistorp heiratete am 9. Juni 1852 Wilhelmine (Minna) Caroline Marie Theune (1830–1886), die Tochter des Stettiner Stadtrats und Mitinhaber der Firma Völker & Theune. Mit ihr hatte er drei Töchter und zwei Söhne. Nach dem Tod von Wilhelmine heiratete er zwei Jahre später Mathilde Elisabeth Leidhoff (* 1840) aus Braunschweig. Sein älterer Sohn, Heinrich, ertrank 1880 bei einem Bootsunglück im Großen Vietziger See, einer Bucht des Stettiner Haffs. Seinem jüngeren Sohn, Martin, übertrug er um 1890 die Leitung seiner Unternehmen.

## Schriften
- Statut für das Arbeiter-Bildungs-Institut der Pommerschen Portland-Cement-Fabrik zu Lebbin auf Wollin. Stettin 1857
- Sociale Bestrebungen des Fabrikanten Joh. Quistorp zum Wohle seiner Arbeiter. 1865